# Ötösfogat 2.
Az Ötösfogat 2. (eredeti cím: Fünf Freunde 2, egyéb cím: Ötösfogat II.) 2013-as  német film, amelyet Mike Marzuk rendezett. A forgatókönyvet Sebastian Wehlings és Peer Klehmet írta, a zenéjét Wolfram de Marco szerezte, a producere Ewa Karlström és Andreas Ulmke-Smeaton, a főszerepekben Valeria Eisenbart, Quirin Oettl, Justus Schlingensiepen, Neele-Marie Nickel és Coffey látható. A SamFilm Produktion készítette, a Constantin Film forgalmazta.
Németországban 2013. január 31-én mutatták be a mozikban, Magyarországon a televízióban az M2-n vetítették le.

## Cselekmény
Folytatódik az "Ötösfogat" c. Enid Blyton ifjúsági regény kalandokban bővelkedő története. A hírhedt ötösfogat még mindig George, Julian, Dick, Anne és kutyája, Timmy. George magának való kislány, aki még mindig sajnálja, hogy nem fiúnak született. Az "Ötösfogat" a Macska-szurdokba ered, hogy a kincsre leljen. A Zöld Szem közel ötszáz éve a szurdokban van elrejtve, egy kolostor árnyékában. Kering ezen a vidéken egy ősi legenda. A Fekete Macska legendája kisérteties história. Hardy egy gazdag fiú, aki véletlenül találkozik az erdőben az Ötösfogattal. Figyelmezteti őket, hogy ideje olajra lépni, mert óriási vihar várható. Az emberrablók is a Zöld Szem, a világ legértékesebb smaragdja után kutatnak. Van egy térképük, amely elvezethet az értékes gyémánthoz. De ez még mind nem elég. Szükségük van még egy bizonyos dalra, amit egyedül csak Hardy tud. A két balfék tévedésből Hardy helyett Dick-et rabolja el, az Ötösfogat oszlopos tagját. Ráadásul még Rookey Burns fegyenc is olajra lép a börtönből, s fegyverrel, ugyanabban az erdőben bolyong, ahol a megcsappant Ötösfogat, most már Dick nélkül. Hardy szeretne csatlakozni az Ötösfogathoz, de ők elsőre elzavarják. De amikor ráébrednek, hogy egyedül nem megy, és Hardy sokmindent tud, beveszik a bandába. Veszélyes játék ez a javából.

## Szereplők
| Szereplő   | Színész                | Magyar hang     | Leírás |
| ---------- | ---------------------- | --------------- | ------ |
| George     | Valeria Eisenbart      | Hermann Lilla   |        |
| Julian     | Quirin Oettl           | Bogdán Gergő    |        |
| Dick       | Justus Schlingensiepen | Straub Norbert  |        |
| Anne       | Neele-Marie Nickel     | Koller Virág    |        |
| Timmy      | Coffey                 | Kutya           |        |
| Hardy      | Kristo Ferkic          | Boldog Gábor    |        |
| Rookey     | Peter Lohmeyer         | Barbinek Péter  |        |
| Fil        | Oliver Korittke        | Kálid Artúr     |        |
| Max        | Stefan Konarske        | Kárpáti Levente |        |
| Hardy Apja | Heio von Stetten       |                 |        |

- További szereplők: Petridisz Hrisztosz, Bartók László.